# Pokerkampioen van Nederland
Pokerkampioen van Nederland was een Nederlands televisieprogramma op RTL 7 waarin deelnemers namens verschillende horecagelegenheden tegen elkaar spelen om 'Pokerkampioen van Nederland' te worden. Het pokertoernooi werd georganiseerd in samenwerking met PokerStars.net. Aan het toernooi kon gratis worden deelgenomen en werd niet om monetaire prijzen gespeeld.

## Algemeen
Het eerste seizoen bestond uit acht afleveringen en het werd uitgezonden in mei 2008. Het werd gewonnen door Pieter de Korver; hij kwalificeerde zich via de voorronde in café De Bogt Fen Gune te Franeker. Het tweede seizoen begon in oktober 2008 en de regiofinales vonden plaats in januari 2009. Winnaar werd Jero Brokaar, die zich kwalificeerde bij Poollokaal De Gracht in Amsterdam.
Het derde seizoen werd gewonnen door Lars Botman.

## Toernooistructuur

### Seizoen 1
Het toernooi begint met voorrondes in 60 horecagelegenheden uit zes regio's gedurende vijf weken. Elke week kunnen deelnemers punten verdienen en na deze vijf weken mogen de beste acht spelers per horecagelegenheid deelnemen aan de regionale finales in Rotterdam. Daarnaast nemen 60 spelers die zich via internet gekwalificeerd hebben ook deel aan deze regionale finales (in totaal dus 480 + 60 = 540 spelers). In deze regionale finales worden de zes beste spelers per regio bepaald die doormogen naar de landelijke finale.

### Seizoen 2
Seizoen 2 heeft een vergelijkbare opzet als seizoen 1 alleen op grotere schaal. Dit seizoen nemen er 250 horecagelegenheden mee en het toernooi duurt tien weken. Ook deze keer is het mogelijk om zich via internet te kwalificeren voor de regionale finales.

### The Nuts - Dutch NLH Poker Open
Frihet Events is in 2012 begonnen The Nuts - Dutch NLH Poker Open. In 27 locaties streden 710 spelers voor een kwalificatie in Casino D'Spa in België. De finale die werd gespeeld door 140 pokeraars werd gewonnen door Jasper Thijs, Eelco de Vries en Peter Crooymans eindigde 2e en 3e.

## Finaletafels

### Seizoen 1
| Plaats | Naam                   | Gespeeld bij                      |
| ------ | ---------------------- | --------------------------------- |
| 1e     | Pieter de Korver       | café De Bogt Fen Gune te Franeker |
| 2e     | Arno van der Neut      | Cafe Aad de Wolf Purmerend        |
| 3e     | Tim Michels            | Cafe Bennie Beer in Rotterdam     |
| 4e     | Maarten Koning         | online qualifier                  |
| 5e     | Mark Helmerhorst       | Zalen van Veen in Assen           |
| 6e     | Frank Ramaekers        | De Woeste Hoeve in Valkenswaard   |
| 7e     | David van Dijk         | 't Wapen van Wormer in Wormer     |
| 8e     | Maickel Toonen Dekkers | 't Biljartpaleis in Nijmegen      |
| 9e     | Roel Boukes            | De Kastanjeboom in Dirkshorn      |

### Seizoen 2[1]
| Plaats | Naam              | Gespeeld bij                        |
| ------ | ----------------- | ----------------------------------- |
| 1e     | Jero Brokaar      | Poollokaal De Gracht in Amsterdam   |
| 2e     | Marcel Baas       | PADDY'S PUB in Balkbrug             |
| 3e     | Sydney Bartels    | Live & Eetcafé Gorissen in Brunssum |
| 4e     | Ruud van Bommel   | Zaal d'Honneur in Bergen op Zoom    |
| 5e     | John Burghout     | Café de Haven in Surhuisterveen     |
| 6e     | Jordy Benders     | Liveclub Woetsjtok in Brunssum      |
| 7e     | Lodewijk Klaassen | eetcafe zwientje in Brummen         |
| 8e     | Tom van den Berg  | Zeeland Noord Brabant in Zeeland    |
| 9e     | Martin Otter      | online qualifier                    |

### Seizoen 3
Winnaar van het derde seizoen van PKvN werd Lars Botman.